# لاري ر. هيكس
لاري ر. هيكس (بالإنجليزية: Larry R. Hicks)‏ هو محامي وقاضي أمريكي، ولد في 13 ديسمبر 1943 في إيفانستون في الولايات المتحدة.